# Edward Grabowski (historyk literatury)
Edward Józef Grabowski (ur. 18 marca 1849 w Buniszkach koło Suwałk, zm. 2 marca 1912 w Warszawie) – polski krytyk i historyk literatury powszechnej, pedagog.

## Życiorys
Pochodził z rodziny ziemiańskiej, był synem Wincentego i Karoliny z Narbutów. Ukończył gimnazjum w Kownie, następnie studiował filologię i historię w Szkole Głównej Warszawskiej (1867–1871), przekształconej w 1869 w Cesarski Uniwersytet Warszawski. Zakończył edukację ze stopniem kandydata nauk filologiczno-historycznych Uniwersytetu Warszawskiego. Pracował jako nauczyciel historii literatury w szkołach żeńskich w Warszawie (1871–1876), od 1876 był związany ze Szkołą Techniczną przy Kolei Warszawsko-Wiedeńskiej w Warszawie (inspektor, wykładowca języka polskiego). Wykładowca historii literatury na Uniwersytecie Latającym. W l. 1909-1911 wykładał historię literatury powszechnej na Wydziale Humanistycznym Towarzystwa Kursów Naukowych w Warszawie. W 1908 został członkiem rzeczywistym Towarzystwa Naukowego Warszawskiego. Żonaty z Marią z Urbanowiczów, mieli córkę Helenę.
Przedstawił pierwszą w Polsce krytyczną analizę średniowiecznej literatury włoskiej, francuskiej i niemieckiej. Zajmował się opracowaniem wskazówek metodycznych do nauki o historii literatury powszechnej. Wraz z Piotrem Chmielowskim wydał antologię Obraz literatury powszechnej w streszczeniach i przykładach (dwa tomy, 1895–1896), ogłosił także przekłady dzieł Historya literatury angielskiej wieku XVIII Hermanna Hettnera (1883) i Francya przed rewolucyą Hipolyte Taine’a (1883).
Oprócz rozpraw w czasopismach (o literaturze włoskiej: o Camoensie i Molierze), brał udział w opracowaniu „Dziejów literatury powszechnej”
Był ponadto autorem m.in.:
- O wykładzie historyi dla naszej młodzieży (1877)
- O współczesnej literaturze włoskiej (1879)
- O Kamoensie (1880)
- O Molierze (1882)
- Literatura kościelno-chrześcijańska i giermańsko-pogańska do Wojen Krzyżowych (1887)
- Literatura świata rycerskiego (1887)
- Średniowieczna literatura narodów zachodnio-europejskich (1887)